# Jerusalem Challenger 1994
Il Jerusalem Challenger 1994 è stato un torneo di tennis facente parte della categoria ATP Challenger Series nell'ambito dell'ATP Challenger Series 1994. Il torneo si è giocato a Gerusalemme in Israele dal 9 al 15 maggio 1994 su campi in cemento.

## Vincitori

### Singolare
Arne Thoms ha battuto in finale  Filip Dewulf con il punteggio di 4–6, 6–1, 6–4

### Doppio
Ellis Ferreira /  Kevin Ullyett hanno battuto in finale  Filip Dewulf /  Dick Norman con il punteggio di 7–6, 6–3